# Marañónmaansluiper
De marañónmaansluiper (Melanopareia maranonica) is een zangvogel uit de familie Melanopareiidae (maansluipers).

## Verspreiding en leefgebied
Deze soort komt voor in zuidelijk Ecuador en noordelijk Peru.

## Status
De grootte van de populatie is in 2020 geschat op 2500-10.000 volwassen vogels. Op de Rode lijst van de IUCN heeft deze soort de status niet bedreigd.